# جریان استرالیای غربی

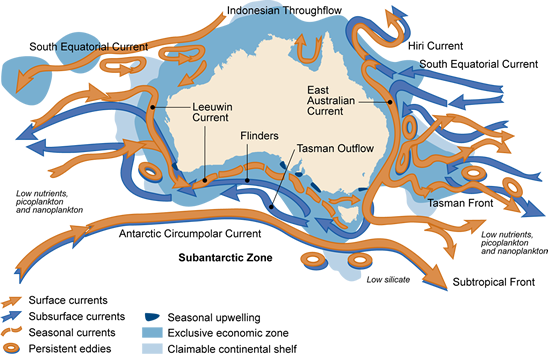
جریان‌های اقیانوسی پیرامون استرالیا. جریان استرالیای غربی در جایی واقع شده که جریان لیووین مشخص شده و در جهت عکس جریان لیووین گردش می‌کند.

جریان استرالیای غربی (انگلیسی: West Australian Current) یک جریان اقیانوسی سطحی و سرد در اقیانوس منجمد جنوبی و جنوب اقیانوس هند است.
این جریان به عنوان جریان اقیانوس هند جنوبی و بخشی از جریان پیراقطبی جنوبگان آغاز شده و با رسیدن به استرالیای غربی به سمت شمال چرخیده و به موازات ساحل غربی استرالیا به سمت شمال گردش کرده و جریان استرالیای غربی را پدید می‌آورد.
جریان استرالیای غربی معمولاً یک جریان فصلی است که در زمستان ضعیف و در تابستان قوی می‌شود. این جریان تحت تأثیر بادهای آن منطقه نیز قرار دارد.